# Ruben Solognier
Ruben Solognier (7 november 1977) is een Nederlands acteur, fotomodel, danser en choreograaf. Na zijn middelbare school ging hij economie studeren. Hij stopte vroegtijdig met deze studie en volgde een opleiding aan het CIOS. In het derde jaar van zijn studie ging hij werken voor Fitness Amerika. In de weekenden werkte hij als fotomodel en danser. Toen hij een plek kreeg aangeboden bij Rotterdams Lef  stopte hij als fitnesstrainer.

## Filmografie
- 2009 - Onderweg naar Morgen - Roy Koning
- 2011 - Body Language - Quincy